# 元伟
元伟（？—？），字猷道，一字子猷，一度改姓拓跋氏，河南郡洛阳县（今河南省洛阳市东）人，追尊魏昭成帝拓跋什翼犍的后裔，西魏濮阳王元顺之子，北魏宗室，西魏、北周官员。

## 生平
元伟的曾祖拓跋忠是北魏尚书左仆射、城阳王，祖父元盛是北魏通直散骑常侍、城阳公。父亲元顺以左卫将军的身份随从魏孝武帝元修西迁关中，拜官中书监、雍州刺史、开府仪同三司，封濮阳王。
元伟从小好学，有文才，二十岁左右被授予员外散骑侍郎，因为有侍从的功劳，获赐爵高阳县伯。大统初年，元伟出任伏波将军、度支郎中，兼领太子舍人。大统十一年（545年），元伟升任太子庶子，兼领兵部郎中，很快出任东南道行台右丞。大统十六年（550年），元伟进位车骑大将军、仪同三司，因为是北魏宗室，进爵南安郡王，食邑五百户。大统十七年（551年），元伟出任豳州都督府长史。等到尉迟迥伐蜀，以元伟为司录，书檄文记都是元伟所撰写。蜀地平定，元伟因功增加食邑五百户。北周六官建立后，元伟出任师氏下大夫，爵位依例降低，改封淮南县公。
周孝闵帝宇文觉继位后，元伟出任晋公宇文护府司录。周明帝宇文毓初年，元伟出任师氏中大夫，接受诏令在麟趾殿校正图书，很快出任陇右总管府长史，加骠骑大将军、开府仪同三司。保定二年（562年），元伟升任成州刺史。元伟行政崇尚清静，百姓乐意归附，流民恢复常业的有三千多人。天和元年（566年），元伟回朝担任匠师中大夫，转任司宗中大夫。天和二年（567年），北周设置露门学，周武帝任命萧撝、唐瑾、元伟、王褒四人都出任文学博士。天和六年（571年），元伟外任随州刺史，以母亲年老推辞，没有上任，改任司宗，很快因为给母亲守丧而离职。建德二年（573年），元伟再度出任司宗，转任司会中大夫，兼任民部中大夫，升任小司寇。建德四年三月丙辰（575年3月28日），元伟与副手纳言伊娄谦回访北齐，窥伺机会以便行动。这年秋天，周武帝宇文邕亲自率军东征，元伟因此被北齐扣押。建德六年（577年），北齐被平定，元伟才被释放。周武帝因为元伟被长时间囚禁，加授他上开府。大象二年（580年），元伟出任襄州刺史，进位大将军。
元伟个性温柔，喜欢清静，居家不置办产业，笃志学习爱好文学，政事闲暇未曾放弃读书，又谨慎小心，与人无争，当时的人因此称赞他。当初元伟从邺城归还，庾信赠送诗歌说：“虢亡垂棘反，齐平宝鼎归。”元伟为文学之士的敬重就是如此。元伟后来因为疾病去世。

## 家庭

### 兄弟
- 元雄，西魏濮阳王，后改封武陵王

## 延伸阅读
[在维基数据编辑]
 《周書·卷38》，出自令狐德棻《周書》